# Лабинская республика
Лабинская республика (хорв. Labinska republika; Альбонская республика, итал. Repubblica di Albona) — шахтерское самоуправление, установленное в хорватском городе Лабин на полуострове Истрия, на тот момент входившем в состав Италии. Просуществовало со 2 марта по 8 апреля 1921 года. Эти события называли первым в истории антифашистским восстанием.

## История
2 февраля 1921 года шахтёры из Раши (хорв. Raša, итал. Arsia) — городка в 4,5 км к юго-западу от Лабина — отказались подчиниться распоряжению хозяев угольных шахт работать на католический праздник Сретения Господня и вместо забоя отправились в церковь, за что были лишены премиальных выплат за февраль.
Для подготовки ответных действий представители профсоюза горняков из Раши собрались в Рабочем доме в Триесте, но на него напали итальянские фашисты, которые подожгли здание; кроме того, на вокзале в Пазине фашистские сквадристы зверски избили организатора Итальянской социалистической партии Джованни (Ивана) Пиппана, направленного партией для координации стачки.
Эта акция вызвала волну возмущения среди двух тысяч лабинских шахтёров. Многонациональный трудовой коллектив (на шахте работали люди различного происхождения: хорваты, словенцы, итальянцы, чехи, словаки, поляки, венгры и немцы) занял шахты и объявил всеобщую забастовку. Шахтёрский комитет принял решение организовать отряды «красных дозорных» для защиты от фашистов. 2 марта им было принято решение провозгласить Лабин республикой и наладить самостоятельную угледобычу и прочие производства, что поддержали и местные крестьяне.
Официальным лозунгом созданной 7 марта республики, занявшей 325 квадратных километров с городами Винеж и Барбан, стала фраза на хорватском Kova je naša — «Шахта наша», а её эмблемой — серп и молот. Рабочей администрацией шахты были выдвинуты экономические требования, состоялись неудачные переговоры с официальными властями. 21 марта на шахте была возобновлена работа. В то же время администрацией колонии были задержаны 13 шахтеров-сицилийцев, лояльных к фашистам.
Итальянские власти решили подавить самопровозглашённую республику силой. Противостояние длилось месяц, и 8 апреля в город были введены войска, окружившие главную шахту и рассеявшие сопротивление горняков (погибло 2 шахтёра).

## Последствия
В городе Пуле с 16 ноября по 3 декабря 1921 года проходил судебный процесс. 52 шахтёра обвинялись в оккупации рудника, сопротивлении властям, установлении советского режима, государственной измене, мятеже и др. Однако трое адвокатов успешно защитили обвиняемых, и жюри присяжных их оправдало.
Предводитель рабочего выступления Пиппан, опасаясь преследований со стороны установившегося в Италии после «марша на Рим» фашистского режима, вскоре эмигрировал в США, где вступил в местную компартию, стал организатором профсоюза возчиков, развозивших хлеб по квартирам, и погиб в перестрелке с мафиозными рэкетирами.
История Лабинской республики легла в основу вышедшего в 1985 году в Югославии хорватского фильма «Красные и чёрные» (Crveni i crni).